# Le Tigre de papier
Pour plus de détails, voir Fiche technique et Distribution.
Le Tigre de papier (titre original : Paper Tiger) est un film britannique réalisé par Ken Annakin, sorti en 1975.

## Synopsis
M. Bradbury, un ancien militaire anglais, est engagé comme précepteur du fils de l'ambassadeur du Japon. Bradbury se lie d'amitié avec son élève, et lui raconte ses "exploits" pendant la guerre. Mais lorsqu'ils sont capturés tous les deux par des révolutionnaires, il va devoir prouver qu'il a vraiment du courage.

## Fiche technique
- Titre original : Paper Tiger
- Titre français : Le Tigre de papier
- Titre belge : Les Cracks de l'évasion
- Réalisation : Ken Annakin
- Scénario : Jack Davies
- Direction artistique : Tony Reading, Peter Scharff
- Décors : Herbert Smith
- Costumes : John Furniss
- Photographie : John Cabrera
- Son George Stephenson
- Montage : Alan Pattillo
- Musique : Roy Budd (non crédité)
- Production : Euan Lloyd
- Société(s) de production : Euan Lloyd Productions, MacLean and Company
- Société(s) de distribution : (États-Unis) AVCO Embassy Pictures, (Royaume-Uni) Fox-Rank
- Pays d'origine :  Royaume-Uni
- Langue originale : anglais
- Format : couleur (Eastmancolor) 
  - copies 35 mm (Panavision) — 2,20:1 — Son mono
  - copies 70 mm — 2,35:1 - Stéréo 6 pistes
- Genre : aventure, drame
- Durée : 99 minutes
- Dates de sortie : 
  - Royaume-Uni : 1er mai 1975 (Londres, première)
  - États-Unis : 5 novembre 1975
  - France : 9 novembre 1977

## Distribution
- David Niven (VF : Bernard Dhéran) : "Major" Walter Bradbury
- Toshirō Mifune (VF : Serge Sauvion) : Ambassadeur Kagoyama
- Hardy Krüger : Gunther Müller
- Ando : Koichi Kagoyama
- Irene Tsu (VF : Perrette Pradier) : Talah
- Ivan Desny (VF : Michel Gatineau) : Ministre des affaires étrangères
- Miiko Taka (VF : Elle-même) : Mme Kagoyama
- Jeff Corey : M. King
- Patricia Donahue : Mme  King
- Ronald Fraser (VF : Raoul Delfosse) : Sergent Forster
- Jeannine Siniscal : la fille du ministre des Affaires étrangères
- Kurt Christian (VF : Michel Bedetti) : Harok
- Mika Kitagawa (VF : Elle-même) : Secrétaire de l'ambassadeur
- Eric Soh (VF : Jacques Aveline) : Pathet
- Salleh Ben Joned[1] (VF : Jacques Chevalier) : Sokono
- Gatz Shariff (VF : Sady Rebbot) : le chef de la Police

## Tournage
Le film se déroule dans la ville fictive de Kulagong mais a été tourné à Kuala Lumpur, en Malaisie

## Distinction

### Nomination
- Golden Globes 1976 :
  - Meilleure chanson originale pour Roy Budd et Sammy Cahn avec la chanson My Little Friend